# Угольный (Амурская область)
Угольный — упразднённый посёлок в Зейском районе Амурской области России. Исключен из учётных данных в 1974 году.

## География
Посёлок располагался на правом берегу реки Деп выше впадения в неё ручья Покровка, на расстоянии примерно 24 километров (по прямой) к северо-востоку поселка Поляковский.

## История
По данным 1926 года на руднике Покровский имелось 1 хозяйство и проживало 2 человека (1 мужчина и 1 женщина). В национальном составе населения преобладали русские. В административном отношении входил в состав Дамбукинского сельсовета Зейского района Зейского округа Дальневосточного края.
Решением Амурского исполкома от 7 июня 1974 года № 253, посёлок Угольный исключен из учётных данных как несуществующий.